# 巴特比山脈
巴特比山脈（英語：Batterbee Mountains）是南極洲的山脈，位於帕爾默地西岸，海拔高度2,200米，在1935年11月23日由美國的探險家發現和拍攝照片，現時由南極條約體系管理。
71°23′S 67°15′W / 71.383°S 67.250°W